# Groupe Livre Québecor Média
 (juin 2020).
Si vous disposez d'ouvrages ou d'articles de référence ou si vous connaissez des sites web de qualité traitant du thème abordé ici, merci de compléter l'article en donnant les références utiles à sa vérifiabilité et en les liant à la section « Notes et références ».
Le Groupe Livre Québecor Média est un regroupement de maisons d'édition québécoises détenues par Québecor Média. En 2008, son président est Pierre Lespérance.

## Maisons d'édition
- Éditions CEC
- Groupe Sogides
  - Groupe Homme
    - Éditions de l'Homme
    - Le Jour
    - La Griffe
    - Petit Homme

  - Groupe Charron
    - La Semaine
    - Recto-Verso

  - Groupe Ville-Marie Littérature
    - VLB éditeur
    - Éditions de l'Hexagone
    - Éditions Typo
    - Éditions de la Bagnole

  - Groupe Librex
    - Éditions Libre expression
    - Éditions Stanké
    - Éditions Publistar
    - Éditions Trécarré
    - Éditions Logique
    - Éditions Québec-Livres

## Distributeurs
- Messageries ADP